# ミハイル・シャミョナウ
ミハイル・シャミョナウ（ベラルーシ語:Міхаіл Сямёнаў、ローマ字:Mikhail Siamionau、1984年7月30日 - ）は、ベラルーシのレスリング選手。2008年北京オリンピックレスリンググレコローマンスタイル66kg級の銅メダリストである。ミンスク出身。
シャミョナウは、2008年北京オリンピックのレスリンググレコローマンスタイル66kg級に出場。準々決勝で敗退したが、敗者復活戦で勝ちあがり、銅メダルを獲得した。

## 実績
- オリンピック
  - 2008年北京オリンピック　銅メダル